# Парона
Парона (італ. Parona) — муніципалітет в Італії, у регіоні Ломбардія, провінція Павія.
Парона розташована на відстані близько 490 км на північний захід від Рима, 40 км на південний захід від Мілана, 34 км на захід від Павії.
Населення — 1946 осіб (2014).

## Демографія
Населення за роками:

Станом на 1 січня 2023 року в муніципалітеті офіційно проживали 254 іноземці з 40 країн, серед них 73 громадяни країн Євросоюзу та 13 громадян України.

## Сусідні муніципалітети
- Альбонезе
- Чилавенья
- Мортара
- Віджевано